# Martellidendron hornei
Martellidendron hornei là một loài thực vật có hoa trong họ Dứa dại. Loài này được (Balf.f.) Callm. & Chassot mô tả khoa học đầu tiên năm 2003.